# Forrest (Western Australia)
Forrest ist ein kleiner Ort im australischen Bundesstaat Western Australia. Für das Jahr 2006 waren noch 18 Einwohner verzeichnet, zehn Jahre später keine mehr.

## Lage
Der Ort liegt in der Nullarbor-Ebene oder -Wüste etwa 1150 Kilometer östlich von Perth, 1100 Kilometer westnordwestlich von Adelaide und 190 Kilometer nördlich der Küste des Indischen Ozeans an der Großen Australischen Bucht auf einer Höhe von 150 m. Der Ortsname ist auf den australischen Entdecker und Politiker (erster Premierminister von Westaustralien) John Forrest zurückzuführen.

## Bedeutung
Forrest hat eine eigene Bahnstation an der Transaustralischen Eisenbahn, an der mehrmals wöchentlich Personenzüge halten. Der Ort wurde im Zuge des Bahnbaus als Versorgungsstation gegründet und befindet sich an der längsten geradlinigen Eisenbahnstrecke der Welt durch die Nullarbor-Wüste.
In Forrest befindet sich ein Flugplatz (Forrest Airport) mit einer asphaltierten Landebahn, der seit den späten 1920er-Jahren ein wichtiger Zwischenstopp für australische transkontinentale Flüge war, da ein Nonstopflug seinerzeit noch nicht möglich war. Dies war die Blütezeit von Forrest, als es im Ort z. B. noch ein Hotel sowie deutlich mehr Einwohner gab.
Heute dient die Landebahn nur noch als Notflugplatz bzw. wird lediglich einige Male wöchentlich zum Auftanken von Kurzstreckenflugzeugen angeflogen. Dennoch ist sie weiterhin die längste beleuchtete Landebahn außerhalb eines australischen Ballungsraumes.
Der Ort Forrest hatte 2005 nach der Automatisierung der Wetterstation nur noch zwei Einwohner: ein Ehepaar, das für den Betrieb und die Unterhaltung des Flugplatzes zuständig ist. Das Umland mit eingeschlossen, lebten 2006 im Verwaltungsgebiet Forrest 18 Einwohner.

## Trivia
Der Ort ist trotz seiner geringen heutigen Bedeutung und Einwohnerzahl in etlichen Schulatlanten eingezeichnet (z. B. Diercke Weltatlas, 4. aktualisierte Auflage 1996 ISBN 3-14-100600-8, Seite 180).

## Bildergalerie

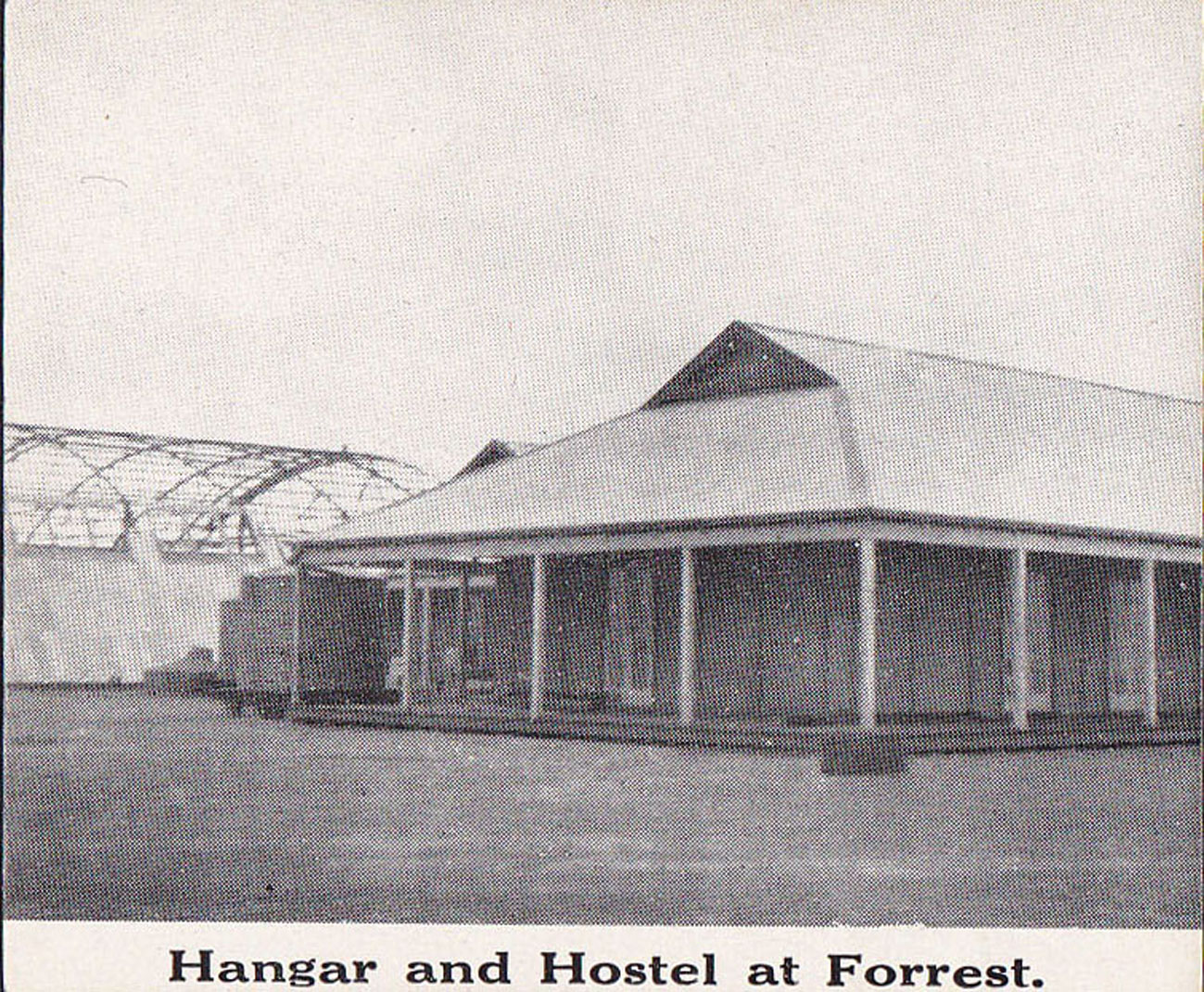
WA Airways Hostel (1929)
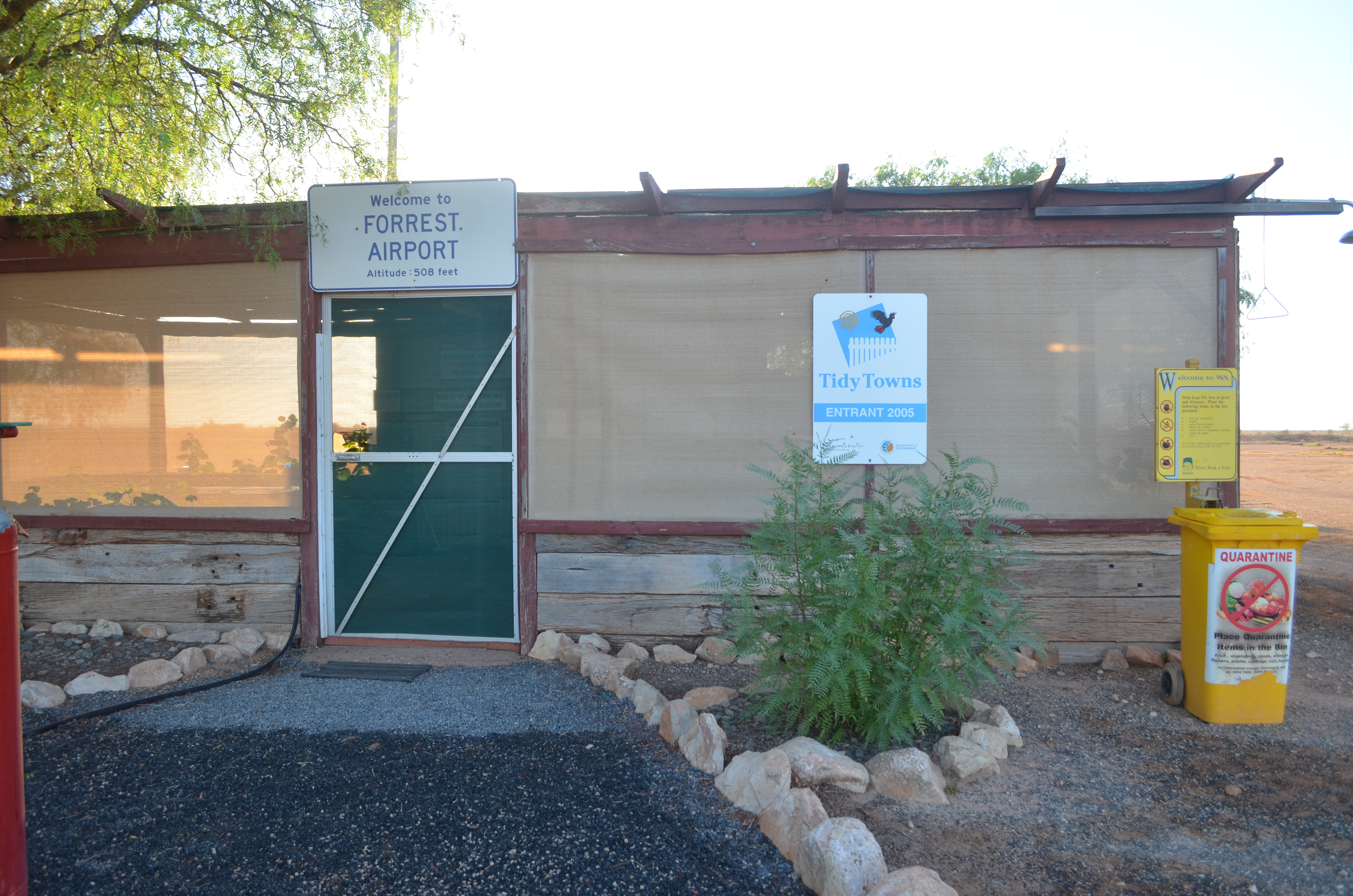
Forrest Airport Terminal Building (2013)